# Хазел (Баден)
Хазел (њем. Hasel) општина је у њемачкој савезној држави Баден-Виртемберг. Једно је од 35 општинских средишта округа Лерах. Према процјени из 2010. у општини је живјело 1.102 становника. Посједује регионалну шифру (AGS) 8336034.

## Географски и демографски подаци
Хазел се налази у савезној држави Баден-Виртемберг у округу Лерах. Општина се налази на надморској висини од 425 метара. Површина општине износи 11,7 km². У самом мјесту је, према процјени из 2010. године, живјело 1.102 становника. Просјечна густина становништва износи 94 становника/km².